# 光叶苣苔
光叶苣苔（学名：Glabrella mihieri）为苦苣苔科光叶苣苔属下的一个种。